# Tiszaörs
Tiszaörs es un pueblo ubicado en el distrito de Tiszafüred, condado de Jász-Nagykun-Szolnok, Hungría.

## Superficie
Posee una superficie de 37,10 kilómetros cuadrados.

## Demografía
Hasta 2022 la población era de 1262 habitantes, con una densidad de población de 34,02 habitantes por kilómetro cuadrado.